# Château de Villemenant
Le château de Villemenant est situé sur la commune de Guérigny, dans le département de la Nièvre.

## Historique
Le château fut construit par Girard de Carroble, chambellan du duc de Nevers, en 1360.
Au XVIIIe siècle, il passa à Pierre Babaud de la Chaussade, le grand maître de forges et fournisseur de la Marine.
En 1781, il fut rattaché au domaine royal de Louis XVI.
Le château fait l’objet d’un classement au titre des monuments historiques depuis le 18 novembre 1930.